# یوپ هرمانس
یوپ هرمانس (هلندی: Joop Harmans; ۲۹ اکتبر ۱۹۲۱ – ۲ فوریهٔ ۲۰۱۵) دوچرخه‌سوار اهل هلند بود.